# Eucereon casca
Eucereon casca là một loài bướm đêm thuộc phân họ Arctiinae, họ Erebidae.